# コホルス
コホルス（羅: cohors）とは、古代ローマのローマ軍において、重装歩兵からなるローマ軍団（レギオ）の編成単位。現代の軍隊編制における大隊におおよそ相当するとされ、歩兵大隊などと訳される。
通常、1個コホルスは3個マニプルス（歩兵中隊）、1個マニプルスは2個ケントゥリア（百人隊、歩兵小隊）から構成されていたので、1個コホルスはすなわち6個ケントゥリアから構成されている計算になる。なお各レギオの第1コホルスは名誉ある部隊とされ、通常の2倍の兵力で構成された。
1個コホルスの人員は時代によって異なり、マリウスの軍制改革以後では定員600人ほどという計算になるが、実際には定員割れを起こしていることが多かったとされる。のちにアウグストゥスの治世では450人となった。
コホルスの指揮は上位のケントゥリオ（百人隊長）が担い、下位のケントゥリオに命令を下した。またコホルスの中でも第1コホルスの指揮は「プリムス・ピルス」と呼ばれる筆頭ケントゥリオが執った。